# Auxerre-i Remig
Auxerre-i Remig (latinul: Remigius Altissiodorensis, franciául: Remi d'Auxerre), (Burgundia, 841 körül – Párizs, 908 előtt) latin nyelven író középkori francia szerzetes, nyelvtudós és teológus.
Auxerre-i Heiric tanítványa volt, majd Heiric 876-os halála után ő tanított Auxerre-ben. Később Reims-ben és Párizsban is oktatott.
Nagy mennyiségű írott mű maradt utána, így:
- Kommentárok Donatus, Priscianus, Phocas, és Eutyches grammatikáihoz
- Kommentárok Persius és Juvenalis költeményeihez
- Kommentárok a bibliai Teremtés könyvéhez és a Zsoltárok könyvéhez
- Kommentár Martianus Capellához,
- Kommentár Boethius Opuscula, illetve De consolatione Philosophae című műveihez
- Glosszák az Pszeudo-Ágostoni Dialecticához (ezt korábban Auxerre-i Heiric művének tartották)

A boethusi glosszákban Johannes Scotus Erigena hatása figyelhető meg. P. Courcelle szerint ez utóbbiak esetében „Egy nem túl intelligens öreg tudós művéről van szó, aki nem annyira megérteni, interpretálni és értékelni akarja Boethius szövegét, mint inkább történelmi, filológiai és mitológiai jegyzetekkel köríteni, hogy műveltségét fitogtassa.” Courcelle azzal is vádolta Remigiust, hogy Boethius minden gondolatának keresztény értelmet adott.